# Anna Nordqvist
Pour les articles homonymes, voir Nordqvist.
Anna Nordqvist, née le 10 juin 1987 à Eskilstuna (Suède), est une golfeuse suédoise. Professionnelle depuis 2008, elle a intégré en 2009 le circuit américain (LPGA)  et le circuit européen (LET).

## Palmarès
Elle compte douze victoires professionnelles dont trois tournoi majeur : le championnat de la LPGA en 2009, The Evian Championship en 2017 et l'Open britannique dames en 2021. En 2009, elle est désignée meilleure débutante du circuit du LET.

### Victoires professionnelles sur le circuitLPGA(9)
| Année    | Tournoi                          | Tournoi                                  |
| 2009 (2) | Championnat de la LPGA (LPGA)    | Championnat du circuit de la LPGA (LPGA) |
| 2014 (2) | Honda LPGA Thailand (LPGA)       | Kia Classic (LPGA)                       |
| 2015 (1) | ShopRite LPGA Classic (LPGA)     |                                          |
| 2016 (1) | ShopRite LPGA Classic (LPGA)     |                                          |
| 2017 (2) | Bank of Hope Founders Cup (LPGA) | The Evian Championship                   |
| 2021 (1) | Open britannique dames           |                                          |

### Ladies European Tour wins (2)
- 2010 (1) European Ladies Golf Cup (avec Sophie Gustafson)
- 2011 (1) Communitat Valenciana European Ladies Golf Cup (avec Sophie Gustafson)
- 2017 (1) The Evian Championship
- 2021 (1) Open britannique dames

### Autres victoires (1)
- 2010 (1) Mojo 6 (tournoi non officiel sanctionné par la LPGA

### Parcours en tournois majeurs
| Tournoi                 | 2007          | 2008          | 2009          | 2010          | 2011          | 2012          | 2013 | 2014 | 2015 | 2016 | 2017 | 2018 | 2019 | 2020 |  |
| ----------------------- | ------------- | ------------- | ------------- | ------------- | ------------- | ------------- | ---- | ---- | ---- | ---- | ---- | ---- | ---- | ---- |  |
| ANA Inspiration         | DNP           | DNP           | DNP           | T10           | T10           | T26           | T7   | T16  | T4   | T26  | T11  | T40  | T21  | T44  |  |
| Championnat de la LPGA  | DNP           | DNP           | 1             | T25           | T25           | T58           | T12  | T4   | T9   | T8   | CUT  | CUT  | CUT  | T5   |  |
| US Open féminin de golf | DNP           | DNP           | T26           | CUT           | CUT           | T28           | T11  | CUT  | CUT  | 2    | T33  | CUT  | T39  | T54  |  |
| Open britannique dames  | T58           | T42           | T51           | T69           | T7            | CUT           | T11  | T11  | T7   | T31  | T7   | CUT  | T11  | T32  |  |
| The Evian Championship  | Pas un Majeur | Pas un Majeur | Pas un Majeur | Pas un Majeur | Pas un Majeur | Pas un Majeur | T44  | T10  | T50  | T22  | 1    | T44  | CUT  | DNP  |  |

| Tournament              | 2021 |
| ----------------------- | ---- |
| ANA Inspiration         | T25  |
| US Open féminin de golf | T49  |
| Championnat de la LPGA  | T58  |
| The Evian Championship  | T38  |
| Open britannique dames  | 1    |

DNP = N'a pas participé

CUT = A raté le Cut

"T" = Égalité

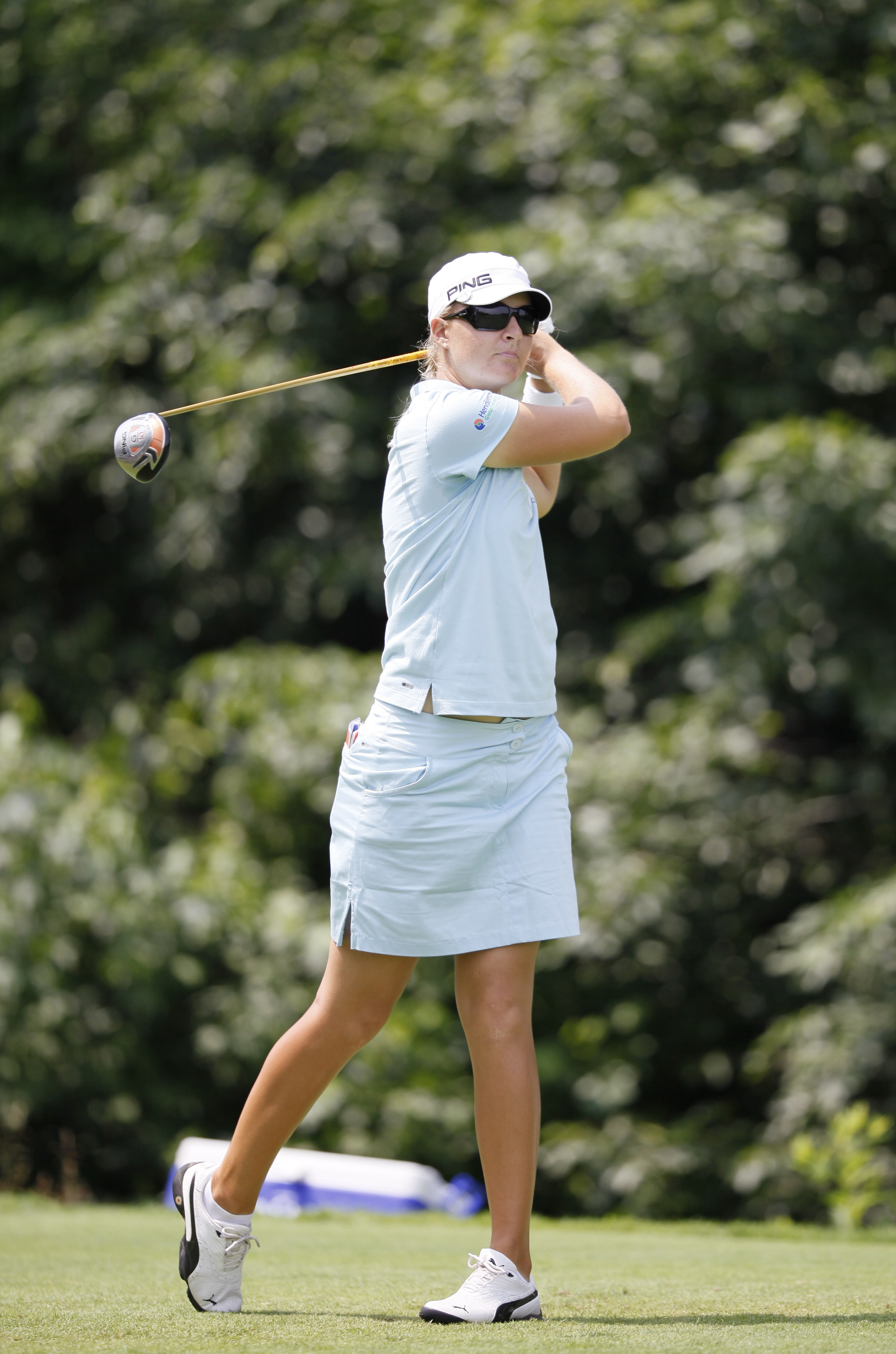
Anna Nordqvist au championnat de la LPGA en 2009.

Le fond vert montre les victoires et le fond jaune un top 10.